# Toftefallet
Toftefallet (norwegisch) ist ein Gletscherhang an der Westküste der antarktischen Peter-I.-Insel. Er liegt auf der Südseite der Tofteaksla. Zu ihm gehört der nordöstliche Teil des Tofte-Gletschers.
Wissenschaftler des Norwegischen Polarinstituts benannten ihn 1987. Namensgeber ist Eyvind Tofte (1880–1968), der Kapitän der Odd I bei der von 1926 bis 1927 vom norwegischen Walfangunternehmer Lars Christensen finanzierten Antarktisfahrt.